# Alpheus digitalis
Alpheus digitalis är en kräftdjursart som beskrevs av de Haan 1844. Alpheus digitalis ingår i släktet Alpheus och familjen Alpheidae. Inga underarter finns listade i Catalogue of Life.